# Marc Valeri Lactucí Màxim
Marc Valeri Lactucí Màxim (en llatí Marcus Valerius M. F. M. N. Lactucinus Maximus) va ser un magistrat romà dels segles V i IV aC. Formava part de la gens Valèria, una antiga família romana d'origen Sabí.
Va ser elegit tribú amb potestat consular dues vegades: la primera l'any 398 aC i la segona el 395 aC.